# Tuberaphis styraci
Tuberaphis styraci är en insektsart. Tuberaphis styraci ingår i släktet Tuberaphis och familjen långrörsbladlöss. Inga underarter finns listade i Catalogue of Life.